# The Connection
The Connection è il settimo album dei californiani Papa Roach, uscito il 2 ottobre 2012 tramite l'etichetta Eleven Seven Music. Il disco è stato prodotto da James Michael, vocalist dei Sixx:A.M., il quale aveva già collaborato con la band nella co-produzione di Metamorphosis del 2009, e dal cantante John Feldmann della band Goldfinger. Il primo singolo, Still Swingin', è stato pubblicato il 24 luglio 2012 negli Stati Uniti, mentre in Europa e in Italia è stato reso disponibile solo il 31 agosto.

## Informazioni sul disco
Jacoby Shaddix ha descritto questo album come una "riscoperta degli elementi base dei Papa Roach." In più ha affermato: "è stato come se ci fossimo girati a avessimo guardato la storia della nostra band chiedendoci creativamente che tipo di evoluzioni avessimo voluto fare. Quando iniziammo la nostra carriera ci aggiravamo tra metal, hip-hop e nu-metal, poi ci siamo indirizzati verso un rock più puro e infine abbiamo aggiunto elementi pop alla nostra band. Quindi questo disco abbraccia tutto quello che abbiamo fatto dall'inizio alla fine; è come se connettesse i punti di tutti gli elementi del nostro sound." "C'è un po' di Hip-Hop, ci sono più tastiere di prima, più loops, più consistenza - è dinamico, vario ed esposto. Questi sono i Papa Roach. Il nostro sound non è mai stato così ottimo." ha detto Shaddix.

## Il titolo
A proposito del nome dell'album, Shaddix ha affermato che è stato uno dei tanti titoli che la band ha pensato. "Gira e rigira siamo sempre tornati su 'The Connection.' Ciò che 'The Connection' significa per noi, è il nostro "collegamento" alla musica, è il "collegamento" di questa musica ai fans, è il "collegamento" che esprimiamo sul palco con la nostra musica, è il collegamento da fan a fan sul mondo del marketing sociale di Internet."

## Singoli e video
Il 24 luglio esce come primo singolo Still Swingin' (in Italia dal 31 agosto). Con esso esce anche un videoclip ambientato in una New York desolata e infestata dagli Zombie.

## Tracce
1. Engage – 0:51
2. Still Swingin' (feat. Downlink) – 3:24
3. Where Did the Angels Go? (feat. Tylias) – 3:10
4. Silence Is the Enemy – 2:53
5. Before I Die – 4:25
6. Wish You Never Met Me – 4:05
7. Give Me Back My Life – 3:58
8. Breathe You In – 3:07
9. Leader of the Broken Hearts – 4:12
10. Not That Beautiful (feat. Shahnaz) – 3:18
11. Walking Dead – 3:18
12. Won't Let Up – 4:00
13. As Far As I Remember – 3:42

### Japanese Edition
1. Set Me Off – 3:28
2. What's Left of Me – 2:58

### Deluxe Edition
1. What's Left of Me – 2:58
2. 9th Life – 3:13

### iTunes Deluxe Edition
1. You Gotta Want It – 3:39
2. Kick in the Teeth (Videoclip) – 3:11
3. Burn (Uncut Videoclip) – 3:37
4. No Matter What (Videoclip) – 3:50
5. Still Swingin' (Videoclip) – 3:22
6. Constructing the Connection (Videoclip) – 3:17
7. Behind the Scenes: Making of Still Swingin (Videoclip) – 2:12

## Formazione
- Jacoby Shaddix - voce
- Jerry Horton - chitarra, cori
- Tobin Esperance - basso, cori
- Tony Palermo - batteria